# Suluköy, Yeşilyurt
Suluköy là một xã thuộc thành phố Malatya, tỉnh Malatya, Thổ Nhĩ Kỳ. Dân số thời điểm năm 2011 là 1.111 người.